# Стяжкино (Пензенская область)
Стяжкино — село в Нижнеломовском районе Пензенской области России. Входит в состав Кувак-Никольского сельсовета.

## География
Село находится в северо-западной части Пензенской области, в пределах Керенско-Чембарской возвышенности, в лесостепной зоне, на правом берегу реки Нор-Ломовки, к западу от автодороги М5, на расстоянии примерно 18 километров (по прямой) к северо-западу от города Нижний Ломов, административного центра района. Абсолютная высота — 187 метров над уровнем моря.

### Климат
Климат характеризуется как умеренно континентальный, с холодной продолжительной зимой и тёплым летом. Средняя температура воздуха самого тёплого месяца (июля) — 19,1 — 19,5 °C; самого холодного (января) — −13,3 — −11,3 °C. Продолжительность безморозного периода 125—144 дней. Период активной вегетации длится около 141 дня. Среднегодовое количество атмосферных осадков составляет 520 мм, из которых большая часть выпадает в тёплый период. Снежный покров устанавливается в конце ноября и держится в течение 140 дней.

### Часовой пояс
Село Стяжкино, как и вся Пензенская область, находится в часовой зоне МСК (московское время). Смещение применяемого времени относительно UTC составляет +3:00.

## Население
| 1747 | 1795 | 1864 | 1877 | 1896 | 1911 | 1926 |
| ---- | ---- | ---- | ---- | ---- | ---- | ---- |
| 200  | ↗264 | ↗285 | ↗348 | ↗480 | ↘384 | ↗464 |
| 1930 | 1939 | 1959 | 1979 | 1989 | 1996 | 2002 |
| ↗471 | ↘400 | ↘179 | ↘74  | ↘18  | ↘9   | ↘6   |
| 2010 |      |      |      |      |      |      |
| ↘2   |      |      |      |      |      |      |

### Национальный состав
Согласно результатам переписи 2002 года, в национальной структуре населения русские составляли 100 % из 6 чел.